# Onar (raper)
Onar, właściwie Marcin Donesz (ur. 19 grudnia 1982 w Warszawie), znany również jako Zachrypnięte Gardło, Gruby Dolar i Onar81 – polski raper. Marcin Donesz znany jest przede wszystkim z występów w zespole hip-hopowym Płomień 81. Współtworzył także duet wraz z producentem muzycznym Ośką. Prowadzi również solową działalność artystyczną.
Onar współpracował ponadto z takimi wykonawcami jak: Borixon, Chada, DJ 600V, Fenomen, Kobra, Miuosh, Młody M, Nowator, Paluch, Pyskaty, Shellerini, Szybki Szmal oraz Waco.

## Działalność artystyczna
Onar działalność artystyczną rozpoczął w drugiej połowie lat 90. w lokalnym zespole TJK, który współtworzył raz z WuBe, Dizkretem i Nicerem. Wraz z zespołem wystąpił m.in. podczas Rap Day '97 poprzedzając występ formacji Run-D.M.C. Wkrótce potem formacja została rozwiązana. Następnie raper podjął współpracę z wraz z Pezetem wraz z którym utworzył zespół Płomień 81. Grupa zadebiutowała utworem „Ursynów 99", który znalazł się kompilacji Enigma prezentuje: 0-22-Underground vol. 2. Kompozycja wzbudziła zainteresowanie wytwórni muzycznej Asfalt Records wraz z którą Płomień 81 podpisał kontrakt wydawniczy. Debiutancki album formacji zatytułowany Na zawsze będzie płonął ukazał się 27 sierpnia 1999 roku. Płyta spotkała się z pozytywnym odbiorem sceny muzyki hip-hopowej.
W międzyczasie duet nawiązał współpracę z DJ 600V. Efektem był utwór „Mieszkam w mieście” wydany na albumie producenckim Szejsetkilovolt. Na początku 2000 roku, ponowie w kooperacji DJ 600V zespół zaistniał utworem „Takie czasy” wydanym na składance Hiphopowy raport z osiedla 2000. Skład został rozszerzony również o trzeciego rapera Deusa. Grupa podpisała także nowy kontrakt z należąca do Krzysztofa Kozaka wytwórnią R.R.X. Druga płyta formacji pt. Nasze dni ukazała się 26 października 2000 roku.
W 2001 roku grupa wystąpiła na kolejnym albumie producenckim DJ 600V Wkurwione bity, w utworze pt. „Projekt jest w drodze”. Onar wystąpił na płycie również w utworze solowym pt. „Naprawdę warto”. Także w 2001 roku raper wraz z producentem muzycznym Ośką nagrał album pt. Superelaks. Materiał był promowany teledyskiem do utworu „Od lat”. W tym samym roku Onar wystąpił na czwartym albumie producenckim DJ 600V V6 w kompozycji „A łzy płyną”.
Kolejny album raper ponownie nagrał z Ośką. Płyta zatytułowana Wszystko co mogę mieć ukazała się w 2003 roku nakładem Warner Music Poland. Album nie odniósł sukcesu komercyjnego co przyczyniło się do rozwiązania kontraktu z wydawca.
17 czerwca 2004 roku ukazało się trzecie wydawnictwo rapera, tym razem sygnowane jako całkowicie solowa produkcja. Płyta pt. Osobiście ukazała się nakładem wytwórni Camey Studio. Produkcji nagrań podjęli się m.in. Kociołek, Scoop, Camey i Szogun. Wydawnictwo spotkało się z niejednoznacznym przyjęciem sceny hip-hopowej ze względu na promujące płytę single z gościnnym udziałem Lerka.
Na początku 2005 roku Onar, u boku Piha i Teki zasiadł w jury talent show Hip-hop Start. Jednakże format wyprodukowany przez telewizję Polsat ostatecznie nie został nigdy wyemitowany. Zwycięzcą konkursu był niespełna dwudziestoletni wówczas Nowator, który w ramach wygranej nagrał debiutancki album solowy Alfabetyczny spis, który ukazał się jesienią, także 2005 roku nakładem wytwórni Camey Studio. Onar wraz z pozostałymi członkami jury wystąpił gościnnie na tejże płycie.
Następnie Onar ponownie podjął współpracę z Pezetem w ramach formacji Płomień 81. W październiku 2005 roku ukazał trzeci album zespołu pt. Historie z sąsiedztwa. Wydana przez Konkret Promo płyta została zrealizowana jako duet, bez udziału Deusa. Pozytywnie przyjęty przez publiczność album otrzymał wyróżnienie w postaci „płyty roku” w plebiscycie Hip-Hop.pl i Wudoo.

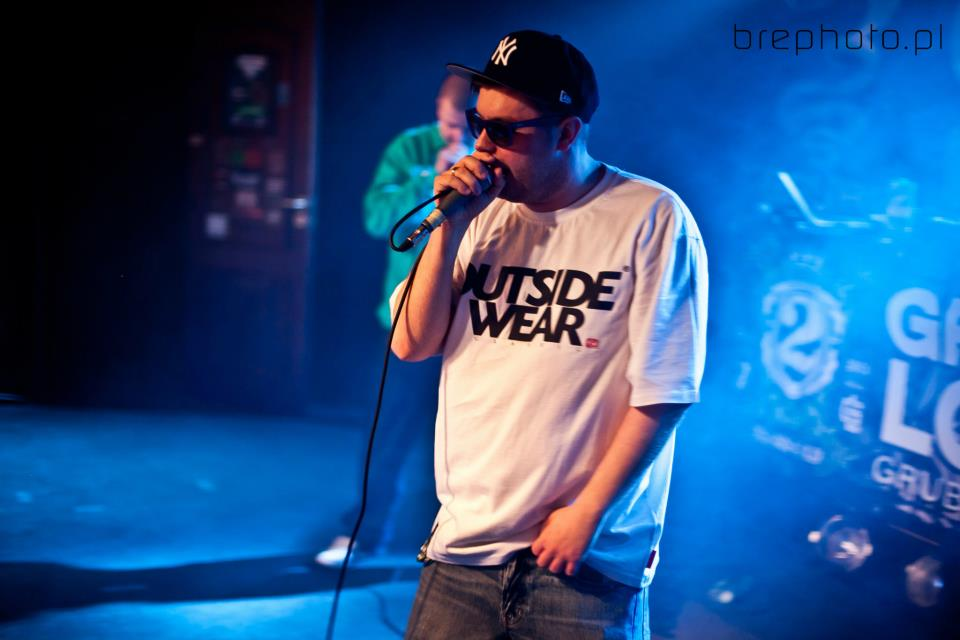
Onar, 2013

W międzyczasie za sprawą pochodzącego z album utworu „Co jest?” grupa wdała się w beef z Tede. Trwający do 2007 roku, aczkolwiek nierozstrzygnięty konflikt zaowocował takim utworami duetu oraz samego Onara jak: „Knebel w pysk”, „Ślizgi parkiet” oraz „Teraz ty jesteś pragnienie”. Po sukcesie płyty Pezet, jak i Onar zdecydowali się na kontynuowanie działalności artystycznej w ramach solowych projektów.
1 października 2007 roku nakładem Konkret Promo ukazał się kolejny solowy album Onara pt. Pod prąd. Materiał został wyprodukowany w całości przez Kociołka. Z kolei wśród gości na płycie znaleźli się m.in. Miodu, Ero i Małolat.
9 września 2009 nakładem wytwórni Fonografika ukazał się kolejny album solowy rapera pt. Jeden na milion. Na płycie znalazły się utrzymane w nowoczesnej stylistyce utwory wyprodukowane przez Eljota, Fo, Szopsa, Hala, DJ-a Story, Donatana, DJ-a Decksa i Krysa. Gościnnie w nagraniach wzięli udział m.in. Eldo, Bob One, Paluch i Borixon. Materiał był promowany teledyskami do utworów „To ma sens” oraz „Mam zajawkę”. Wydawnictwo ukazało się także w edycji specjalnej wraz z dodatkowymi utworami z udziałem m.in. Kajmana, Młodziaka i Łysonżiego.
W 2011 roku raper podpisał kontrakt wydawniczy z wytwórnią Step Records. 18 listopada 2011 roku ukazał się najnowszy album Onara pt. Dorosłem do rapu. Produkcji nagrań podjęli się m.in. Donde, Bitny, JH, Świr i Radonis. Ponadto gościnnie na płycie wystąpili m.in. PIH, Młody M i Pyskaty.

## Dyskografia
Albumy
| Rok                        | Album                                                                                 | Pozycja na liście | Sprzedaż        | Certyfikat         |
| Rok                        | Album                                                                                 | POL               | Sprzedaż        | Certyfikat         |
| -------------------------- | ------------------------------------------------------------------------------------- | ----------------- | --------------- | ------------------ |
| 2001                       | Superelaks (oraz Ośka) - Data: 31 sierpnia 2001 - Wydawca: R.R.X.                     | 20                | - POL: 9 tys.+  |                    |
| 2003                       | Wszystko co mogę mieć (oraz Ośka) - Data: 3 marca 2003 - Wydawca: Warner Music Poland | 23                |                 |                    |
| 2004                       | Osobiście - Data: 17 czerwca 2004 - Wydawca: Camey Studio                             | 48                |                 |                    |
| 2007                       | Pod prąd - Data: 1 października 2007 - Wydawca: Konkret Promo                         | 48                |                 |                    |
| 2009                       | Jeden na milion - Data: 9 września 2009 - Wydawca: Fonografika                        | –                 |                 |                    |
| 2011                       | Dorosłem do rapu - Data: 18 listopada 2011 - Wydawca: Step Records                    | 34                |                 |                    |
| 2012                       | Przemytnik emocji - Data: 6 listopada 2012 - Wydawca: Step Records                    | 7                 |                 |                    |
| 2013                       | Nowe światło (oraz Miuosh) - Data: 18 października 2013 - Wydawca: Step Records       | 2                 | - POL: 15 tys.+ | - POL: złota płyta |
| 2014                       | Autodestrukcja - Data: 24 października 2014 - Wydawca: Superelaks                     | 17                |                 |                    |
| 2016                       | Zachrypnięte gardło - Data: 4 listopada 2016 - Wydawca: Superelaks                    | 18                |                 |                    |
| 2018                       | CBBS - Data: 25 maja 2018 - Wydawca: Superelaks                                       | 22                |                 |                    |
| 2021                       | Achtung - Data: 1 października 2021 - Wydawca: Starship                               | 20                |                 |                    |
| „–” album nie był notowany |                                                                                       |                   |                 |                    |

Single
| Rok                         | Tytuł                                                   | Pozycja na liście | Pozycja na liście | Certyfikat         | Album                 |
| Rok                         | Tytuł                                                   | SLiP              | 30 ton            | Certyfikat         | Album                 |
| --------------------------- | ------------------------------------------------------- | ----------------- | ----------------- | ------------------ | --------------------- |
| 2001                        | „Od lat” (oraz Ośka)                                    | 23                | –                 |                    | Superelaks            |
| 2001                        | „Tamte prywatki” (oraz Ośka)                            | –                 | –                 |                    | Superelaks            |
| 2003                        | „Klubing” (oraz Ośka)                                   | –                 | –                 |                    | Wszystko co mogę mieć |
| 2004                        | „Weź to poczuj” (gościnnie: Lerek)                      | –                 | 7                 |                    | Osobiście             |
| 2006                        | „Osobiście”                                             | –                 | –                 |                    | Osobiście             |
| 2011                        | „A pamiętasz jak?” – Onar, Ero, Sokół, Diox i inni      | –                 | –                 |                    | –                     |
| 2011                        | „Ja, moje życie i mój mic”                              | –                 | –                 |                    | Dorosłem do rapu      |
| 2012                        | „Miejsce w oparach absurdu” (gościnnie: Paluch i Sitek) | –                 | –                 |                    | Przemytnik emocji     |
| 2014                        | „Wszechświat” (gościnnie: Luka)                         | –                 | –                 |                    | Autodestrukcja        |
| 2014                        | „1000e serc”                                            | –                 | –                 |                    | Autodestrukcja        |
| 2021                        | „Kortyzol” (gościnnie: Kabe, Kizo)                      |                   |                   | - POL: złota płyta | Achtung               |
| „–” singel nie był notowany |                                                         |                   |                   |                    |                       |

Inne
| Rok  | Utwór | Album                                                 | Źródło |
| ---- | --- | ----------------------------------------------------- | ------ |
| 1998 | „Warszawa nocą” (gościnnie: Onar) | Wilanów... zobacz różnicę – OMP                       | [ 42 ] |
| 1999 | „To właśnie lubię...” (gościnnie: Onar) „Niosę światło” (gościnnie: Onar, Deus)                                                                                   | Kompilacja – Ośka                                     | [ 43 ] |
| 2000 | „Nikt mnie nie zatrzyma” – Onar | Styl reprezentacji pierwszej Ligi (kompilacja)        | [ 44 ] |
| 2000 | „Muzyka na żywo” (gościnnie: Onar) | Dobra oferta – OMP                                    | [ 45 ] |
| 2001 | „Po to jest hiphop” (gościnnie: Onar) | Kompilacja 2 – Ośka                                   | [ 46 ] |
| 2001 | „Pomysł goni pomysł” – Onar | Pomysł goni pomysł (kompilacja)                       | [ 47 ] |
| 2001 | „Naprawdę warto” (gościnnie: Onar) | Wkurwione bity – DJ 600V                              | [ 48 ] |
| 2001 | „Pozory” (gościnnie: Onar) | Efekt – Fenomen                                       | [ 49 ] |
| 2001 | „Jeden strzał” (gościnnie: Onar) | Świeży materiał – Waco                                | [ 50 ] |
| 2001 | „A łzy płyną” (gościnnie: Onar) | V6 – DJ 600V                                          | [ 51 ] |
| 2001 | „Baus” (gościnnie: Onar, Selma) | WYP3 kolejna część – Borixon                          | [ 52 ] |
| 2001 | „Nic na siłę” (gościnnie: Onar) | A.M.O.K. – Koma                                       | [ 53 ] |
| 2002 | „Cin Cin” (gościnnie: Onar) | Mam pięć gram – Borixon                               | [ 54 ] |
| 2003 | „Od lat” – Onar i Ośka | Popcorn – Hip hop mania 2 (kompilacja)                | [ 55 ] |
| 2003 | „Rap przemyt” – 2cztery7, Abel, Kaosloge, Onar | JuNouMi Records EP vol. 3 (kompilacja)                | [ 56 ] |
| 2003 | „Bauns Remix” (gościnnie: Onar) „Kręć dupą” (gościnnie: Onar) | Hardcorowa komercja – Nic naprawdę – Borixon          | [ 57 ] |
| 2004 | „Jeden strzał” – Onar i Ośka, Selma „Od lat” – Onar i Ośka | To jest hip-hop vol.1 (kompilacja)                    | [ 58 ] |
| 2004 | „Weź to poczuj” – Onar | Hiphopstacja 2 (kompilacja)                           | [ 59 ] |
| 2004 | „Weź to poczuj” – Onar, Lerek | Hip-Hop.pl – Kompilacja (kompilacja)                  | [ 60 ] |
| 2004 | „Weź to poczuj” – Onar, Lerek | Viva hip hop vol. 4 (kompilacja)                      | [ 61 ] |
| 2004 | „Przesiąkłem tym” (gościnnie: Onar) | Przez $ jak... – Ośka                                 | [ 62 ] |
| 2005 | „Hola” (gościnnie: Onar) | Alfabetyczny spis – Nowator                           | [ 63 ] |
| 2005 | „Coooo??!!” (gościnnie: Onar) | Mixtape 2005 – Szybki Szmal                           | [ 64 ] |
| 2006 | „Koncert w piekle” (gościnnie: Ciech, Onar) | 2002-2004 – Kali (Szybki Szmal)                       | [ 65 ] |
| 2007 | „Na tym osiedlu” (gościnnie: Onar) | Muzyka rozrywkowa – Pezet                             | [ 66 ] |
| 2007 | „Ładuj” (gościnnie: Szybki Szmal, Onar) | Jedyneczka – Emazet, Procent                          | [ 67 ] |
| 2007 | „Ładuj” (gościnnie: Szybki Szmal, Onar) | Jeden / Ładuj – Emazet, Procent                       | [ 68 ] |
| 2008 | „Od lat” – Onar i Ośka | Road Hip-Hop Classic 2008 (kompilacja)                | [ 69 ] |
| 2009 | „Ile jesteś wart?” (gościnnie: Onar) | Pewniak – Paluch                                      | [ 70 ] |
| 2009 | „Bauns” – Borixon, Onar, Selma „A łzy płyną” – DJ 600V, Onar | Road Rap Hit Vol.2 (kompilacja)                       | [ 71 ] |
| 2009 | „Palimy prawo” (gościnnie: Onar) | Trzecia część – 3Y                                    | [ 72 ] |
| 2009 | „Ja i cały mój skład” (gościnnie: Onar) | Proceder – Chada                                      | [ 73 ] |
| 2009 | „Tylko tutaj” (gościnnie: Al Paciwo, Spec PGS, Rekord, Rokson, Młody M, Onar) „Synonim whiskey” (gościnnie: Łysonżi, VNM, Onar, Proceente, DJ OneTouch)           | Synonim whiskey – Szops                               | [ 74 ] |
| 2009 | „Palimy to to” (gościnnie: Onar, VNM, Stemplo, Wonz, Jajco) | Dżonson – Łysonżi                                     | [ 75 ] |
| 2009 | „Nie szukam zrozumienia” (gościnnie: Onar) | Kronika Remix – Młody M                               | [ 76 ] |
| 2010 | „Jestem z miasta” (gościnnie: Onar, Słoń, Paluch) | Gościnnie... Shellerini – Shellerini                  | [ 77 ] |
| 2010 | „SuperMC” (gościnnie: Onar, Shellerini) | Na żywo z miasta grzechu – Kobra                      | [ 78 ] |
| 2011 | „Pareset słów” (gościnnie: Onar, Kaczor) | PDG Gawrosz – Shellerini                              | [ 79 ] |
| 2011 | „Pluję na to” (gościnnie: Onar, Młody MD) | Piąta strona świata – Miuosh                          | [ 80 ] |
| 2011 | „Ostatnie starcie” (gościnnie: Onar, Temek) | Kronika II: Siła charakteru – Młody M                 | [ 81 ] |
| 2012 | „Intro” (gościnnie: Wilku, Ero, Jasiek MBH, Onar, Siwers/Tomiko, Kosi, Szczur, Szwed SWD, Radek O., Wrotas, DJ Steez, DJ Deszczu Strugi) „Tlen” (gościnnie: Onar) | Historie z dna – Hudy HZD                             | [ 82 ] |
| 2012 | „Byłem tłem dla nich” (gościnnie: Onar) | To o tobie – Jopel & Komar                            | [ 83 ] |
| 2012 | „Nie mogę uciec” (gościnnie: Onar) | Dalej – Franek                                        | [ 84 ] |
| 2012 | „Za długo” (gościnnie: Onar) | Pasja – Pyskaty                                       | [ 85 ] |
| 2012 | „Miałem szczęście” (gościnnie: Onar) | Niebo – Paluch                                        | [ 86 ] |
| 2012 | „To jest takie nasze” (gościnnie: Onar) | Równonoc. Słowiańska dusza – Donatan                  | [ 87 ] |
| 2013 | „Przybywa nam lat” (gościnnie: Onar) | Plastikowy kosmos – Cira                              | [ 88 ] |
| 2013 | „Nakręceni pasją” – Bosski Roman, Onar, Ero, VNM | Drużyna mistrzów 2: Sport, muzyka, pasja (kompilacja) | [ 89 ] |
| 2016 | „Zdrowia nie kupisz” – Diox, Mosad, Kiki, Bosski Roman, Onar | Drużyna mistrzów 4: Moc motywacji (kompilacja)        | [ 90 ] |

## Teledyski
Solowe
| Rok  | Tytuł                                                                   | Reżyseria / Realizacja                | Album             | Źródło  |
| ---- | ----------------------------------------------------------------------- | ------------------------------------- | ----------------- | ------- |
| 2004 | „Osobiście”                                                             |                                       | Osobiście         | [ 91 ]  |
| 2004 | „Drugie piętro”/„04 to już nie 95” (gościnnie: Lerek, Pezet)            | Tygrys Film Production                | Osobiście         | [ 92 ]  |
| 2004 | „Weź to poczuj” (gościnnie: Lerek)                                      | Tygrys Film Production                | Osobiście         | [ 93 ]  |
| 2007 | „Niezwykły sen” (gościnnie: Miodu)                                      |                                       | Pod prąd          | [ 94 ]  |
| 2007 | „Daj mi przeżyć” (gościnnie: Pezet, Małolat)                            | X Group                               | Pod prąd          | [ 95 ]  |
| 2007 | „To mnie napędza”                                                       | X Group                               | Pod prąd          | [ 96 ]  |
| 2009 | „To ma sens”                                                            | DJ Technik                            | Jeden na milion   | [ 97 ]  |
| 2009 | „Mam zajawkę” (gościnnie: Bob One)                                      | DJ Technik                            | Jeden na milion   | [ 98 ]  |
| 2011 | „Ja, moje życie i mój mic”                                              | LetEmKnow                             | Dorosłem do rapu  | [ 99 ]  |
| 2011 | „Dorosłem do rapu”                                                      | DirtVideo                             | Dorosłem do rapu  | [ 100 ] |
| 2011 | „Ja bym oszalał”                                                        | Ewa Włodarczyk                        | Dorosłem do rapu  | [ 101 ] |
| 2012 | „Kiedy opadnie konfetti” (gościnnie: Pyskaty, Młody M)                  | Toczy Videos                          | Dorosłem do rapu  | [ 102 ] |
| 2012 | „Sukces rodzi wrogów”                                                   | Ewa Włodarczyk                        | Dorosłem do rapu  | [ 103 ] |
| 2012 | „To jest już moje”                                                      | Paweł Poździk, Dawid Branecki, sensi& | Przemytnik emocji | [ 104 ] |
| 2012 | „Miejsce w oparach absurdu” (gościnnie: Paluch, Sitek)                  | Paweł Poździk, Dawid Branecki, sensi& | Przemytnik emocji | [ 105 ] |
| 2012 | „To jest już moje” (Soulpete remix)                                     | Paweł Poździk, sensi&                 | Przemytnik emocji | [ 106 ] |
| 2012 | „Miejsce w oparach absurdu (Soulpete remix)” (gościnnie: Paluch, Sitek) | Paweł Poździk, Dawid Branecki, sensi& | Przemytnik emocji | [ 107 ] |
| 2012 | „Przemytnik emocji”                                                     | Paweł Poździk, sensi&                 | Przemytnik emocji | [ 108 ] |
| 2013 | „Piękny dzień”                                                          | Damian Bieniek                        | Przemytnik emocji | [ 109 ] |
| 2014 | „Wszechświat” (gościnnie: Luka)                                         | Michał Jagiełło                       | Autodestrukcja    | [ 110 ] |
| 2014 | „1000e serc”                                                            |                                       | Autodestrukcja    | [ 111 ] |
| 2014 | „Ptaki na niebie” (gościnnie: Luka)                                     | Michał Jagiełło                       | Autodestrukcja    | [ 112 ] |
| 2014 | „Do lustra”                                                             | Sensi&                                | Autodestrukcja    | [ 113 ] |
| 2014 | „Daj mi rękę”                                                           | Iza Łopuch                            | Autodestrukcja    | [ 114 ] |
| 2015 | „Wolne atomy”                                                           | Wow Pictures                          | Autodestrukcja    | [ 115 ] |

Współpraca
| Rok  | Tytuł                                         | Reżyseria / Realizacja           | Album                 | Źródło  |
| ---- | --------------------------------------------- | -------------------------------- | --------------------- | ------- |
| 2001 | „Od lat” (oraz Ośka)                          |                                  | Superelaks            | [ 116 ] |
| 2003 | „Klubing” (oraz Ośka)                         |                                  | Wszystko co mogę mieć | [ 117 ] |
| 2013 | „Kilka słów” (oraz Miuosh)                    | Piotr Smoleński, Michał Jagiełło | Nowe światło          | [ 118 ] |
| 2013 | „Światło” (oraz Miuosh)                       | Damian Bieniek                   | Nowe światło          | [ 119 ] |
| 2013 | „Jest wysoko” (oraz Miuosh, gościnnie: Pezet) | Paweł Grabowski                  | Nowe światło          | [ 120 ] |
| 2013 | „Zostań” (oraz Miuosh)                        | The New Black                    | Nowe światło          | [ 121 ] |

Gościnnie
| Rok  | Tytuł | Reżyseria / Realizacja              | Album                              | Źródło  |
| ---- | --- | ----------------------------------- | ---------------------------------- | ------- |
| 2013 | „Przybywa nam lat” – Cira (gościnnie: Miuosh, Hukos, Onar)                                                                      | Paweł Poździk, Michał White, sensi& | Plastikowy kosmos                  | [ 122 ] |
| 2013 | „Dożylnie” – Rozbójnik Alibaba, Jan Borysewicz (gościnnie: Onar)                                                                | R5 Films                            | Bal maturalny                      | [ 123 ] |
| 2014 | „Proforma 2 RMX” – Bezczel (gościnnie: Hukos, Onar, Zeus, Z.B.U.K.U, Bosski Roman, Młody M, Buczer, Kobra, Kajman, KaeN, ZdunO) | M.L. Filmz                          | Step Records: rap najlepszej marki | [ 124 ] |
| 2014 | „Dzień polarny” – Pawbeats (gościnnie: Jinx, Miuosh, Bonson, Onar)                                                              | M.L. Filmz                          | Utopia                             | [ 125 ] |
| 2014 | „Definicja: Hater” – Kajman (gościnnie: BRK, Onar, Młody M, Hukos)                                                              | Dirt Video                          | Prototyp                           | [ 126 ] |

Inne
| Rok  | Tytuł                                                                             | Reżyseria / Realizacja | Album                                    | Źródło  |
| ---- | --------------------------------------------------------------------------------- | ---------------------- | ---------------------------------------- | ------- |
| 2011 | „A pamiętasz jak?” – Numer Raz, Pyskaty, Onar, Sokół, Juchas, Chada, Pezet i inni | LetEmKnow              |                                          | [ 127 ] |
| 2013 | „Nakręceni pasją” – Bosski Roman, Onar, Ero, VNM                                  | Evil Eye               | Drużyna mistrzów 2: Sport, muzyka, pasja | [ 89 ]  |
| 2014 | „Na scenie” – Onar, Pih, Kajman                                                   | Radosław Pawełczak     |                                          | [ 128 ] |